# Ипинья, Хуан Антонио
Хуан Антонио Ипинья Иза (исп. Juan Antonio Ipiña Iza 23 августа 1912, Ортуэлья, Страна Басков — 7 сентября 1974, Бильбао, Страна Басков) — испанский футболист и футбольный тренер, игрок сборной Испании.

## Карьера
В сезоне 1933-1934 годов перешёл в состав ФК «Реал Сосьедад» и дебютировал в испанском чемпионате. После двух сезонов он перешёл в мадридский «Атлетико», в конце чемпионата в Испании началась гражданская война, остановившая всю спортивную деятельность на три года. По окончании войны он перешёл в мадридский "Реал". Закончил свою карьеру в команде «Меренгуэс» в 1949 году.
Провел 6 матчей в составе сборной Испании по футболу, дебютировав в матче против Австрии 19 января 1936 года.
Закончив карьеру футболиста, он стал тренером, сначала в ФК «Реал Вальядолид», а затем в футбольном клубе «Реал Мадрид». Затем последовал опыт работы с футбольными клубами «Севилья» и «Атлетик Бильбао».